# Níkea (Larissa)
Níkea, en grec moderne : Νίκαια, est un village et un ancien dème du district régional de Lárissa, en Thessalie, Grèce. Depuis 2010, il est fusionné au sein du dème de Kilelér.
Selon le recensement de 2011, la population du dème compte 6 535 habitants, tandis que celle du village s'élève à 3 876 habitants.